# Węgorek jelitowy
Węgorek jelitowy (Strongyloides stercoralis, syn. Anguillula stercoralis) – robak pasożytniczy z typu nicieni. Występuje wyłącznie wewnątrz organizmów ssaków takich jak ludzie, psy czy koty.

## Budowa
Węgorek osiąga rozmiary od 2 do 2,2 mm, posiada otwór gębowy z czterema wargami i parzyste gonady. Gardziel ciągnie się przez 1/4 długości ciała. Charakterystyczną cechą jest krótki ogon, stożkowato i ostro zakończony.

## Rozwój
Triploidalna samica rozmnaża się partenogenetycznie, z jaj w przewodzie pokarmowym wylęgają się diploidalne samice i haploidalne samce.
Następnie rozwój może przebiegać na dwa sposoby:
- Pośredni (heterogeniczny) – forma wolnożyjąca, larwy są saprofagami, odżywiają się substancjami pobranymi z gleby i kału. Przekształcają się w formy filariopodobne, dostają przez skórę żywiciela do wewnątrz organizmu, skąd dostają się do krwi.
- Bezpośredni (homogeniczny) – w jelicie lub okolicach odbytu z jaja wykluwa się forma rabditopodobna, która przekształca się szybko w filariopodobną (taka larwa jest bardziej narażona na wysychanie niż forma powyżej). Następnie przebija się przez skórę lub błonę jelita i dostaje do krwi.

W krwiobiegu larwy przedostają się do płuc, skąd trafiają do gardzieli, przez tchawicę. Następnie zostają połknięte przez żywiciela i osadzają się w jelicie cienkim, gdzie osiągają dojrzałość płciową.

## Chorobotwórczość
Węgorek jelitowy wywołuje chorobę strongyloidozę zwaną węgorczycą.
Przebiega ona w trzech fazach z charakterystycznymi objawami:
1. Faza skórna – spowodowana wnikaniem larw
  - bąble na skórze
  - rumienie
2. Faza płucna
  - zapalenie płuc
  - gorączka
  - nacieki płucne
  - skrócenie oddechu
3. Faza jelitowa
  - bóle brzucha
  - brak łaknienia
  - biegunka